# Wassertorplatz
De Berlijnse Wassertorplatz, genoemd naar de vroegere "Waterpoort", is gelegen in het stadsdeel Kreuzberg op ongeveer 100 m  van de Kottbusser Tor. Het plein wordt thans in tweeën gedeeld door de drukke Skalitzer Straße en door de metrolijn  U1. 
Het plein dankt zijn naam aan de ondertussen verdwenen Wassertor van de Berlijnse tolmuur. De poort lag in het zuidoosten van de muur,  tussen de Hallesches Tor en de Kottbusser Tor, op de plaats waar het in 1926 gedempte "Luisenstädtischer Kanal", de stad binnenkwam. De poort werd gesloopt toen het kanaal werd aangelegd in 1852. De buurt wordt thans, met zijn vele werklozen, beschouwd als een probleemwijk.

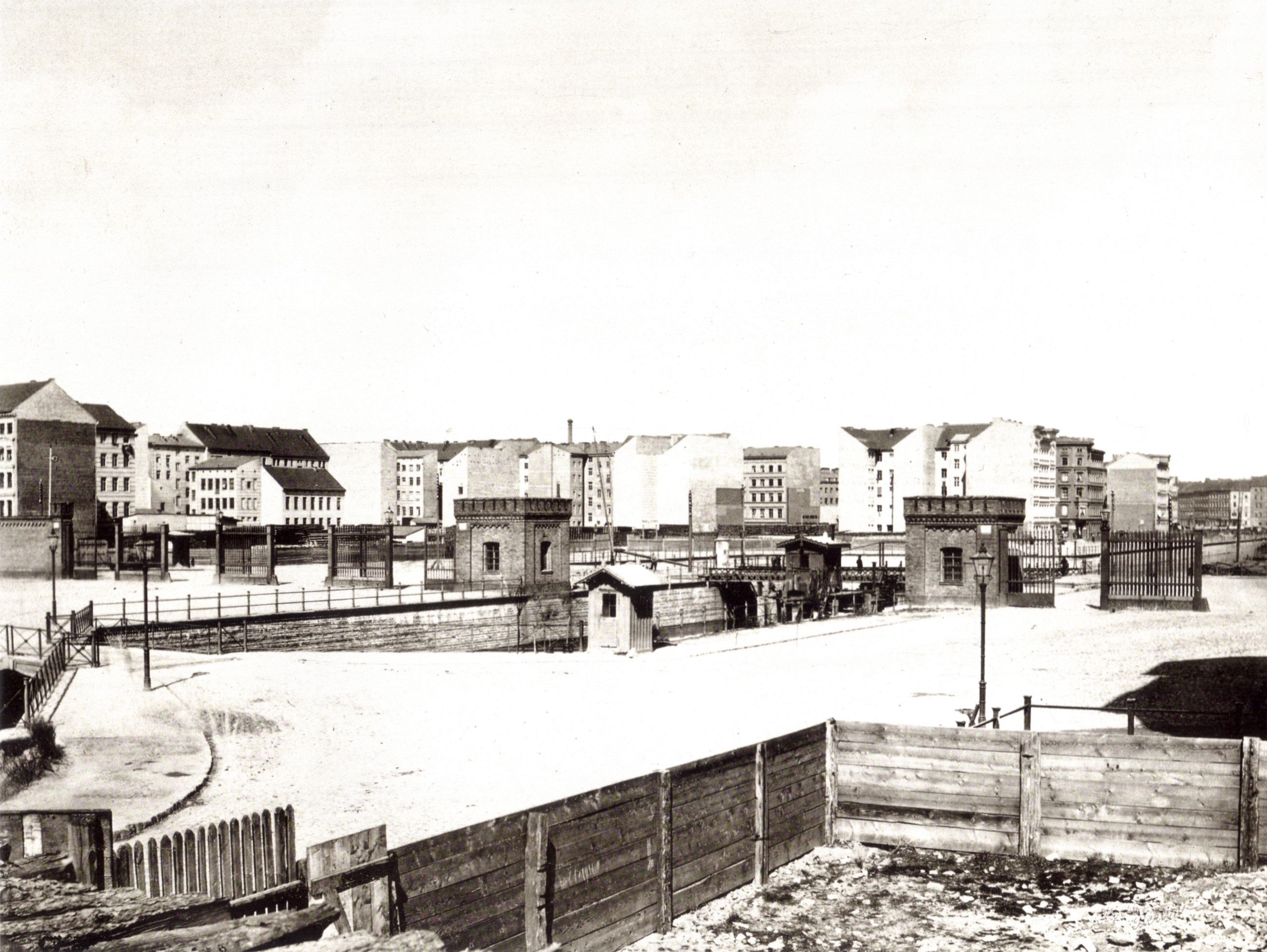
Wassertor 1865
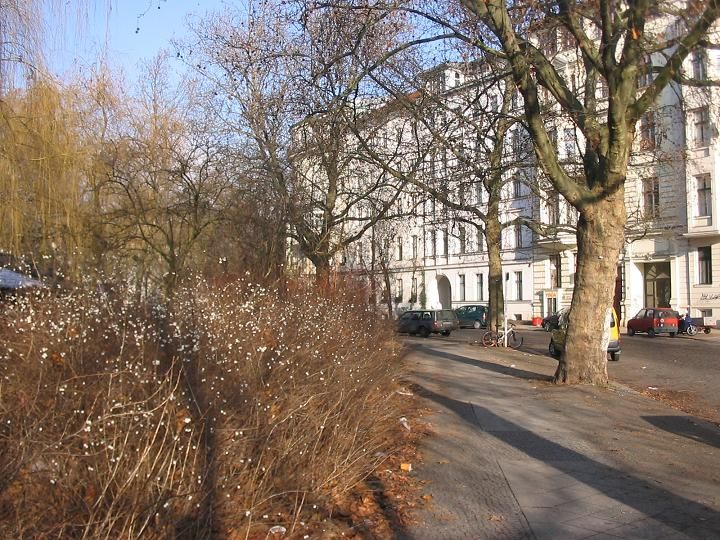
Het plein aan de Erkelenzdamm